# دیوید نری
دیوید نری (انگلیسی: David Narey؛ زادهٔ ۱۲ ژوئن ۱۹۵۶) بازیکن فوتبال اهل اسکاتلند است.
از باشگاه‌هایی که در آن بازی کرده‌است می‌توان به باشگاه فوتبال ریت روورز، و باشگاه فوتبال داندی یونایتد اشاره کرد.
وی همچنین در تیم ملی فوتبال اسکاتلند بازی کرده‌است.